# Flávio Alarico
Flávio Alarico ou Flávio Alarico de Coimbra ou também Atanarico de Coimbra (732 - 805) foi um nobre, rico-homem e Conde de Coimbra. O condado foi instituído como unidade militar em 878.

## Relações Familiares
Foi filho de Flávio Ataulfo de Coimbra e de Ildoara Atauldo. Casou com Flávia Teodia Atenerico, de quem teve:
1. Flávio Teodósio de Coimbra (790, Coimbra -?) casado com Munia Sueira de Coimbra, filha de D. Soeiro, Príncipe dos Godos.[4]